# Mario Bergonzini
Mario Bergonzini (Modena, 7 luglio 1912 – Modena, 13 marzo 1988) è stato un calciatore italiano, di ruolo attaccante.

## Caratteristiche tecniche
Era un'ala.

## Carriera
Ha giocato in Serie A con la Juventus ed in Serie B con la Salernitana.

## Palmarès

### Club

#### Competizioni nazionali
- Coppa Italia: 1

Juventus: 1937-1938